# Pertyeae
Pertyeae Panero & Funk, 2009 è una tribù delle Asteraceae, con areale asiatico. La tribù è anche l'unica della sottofamiglia Pertyoideae Panero & Funk, 2002.

## Descrizione

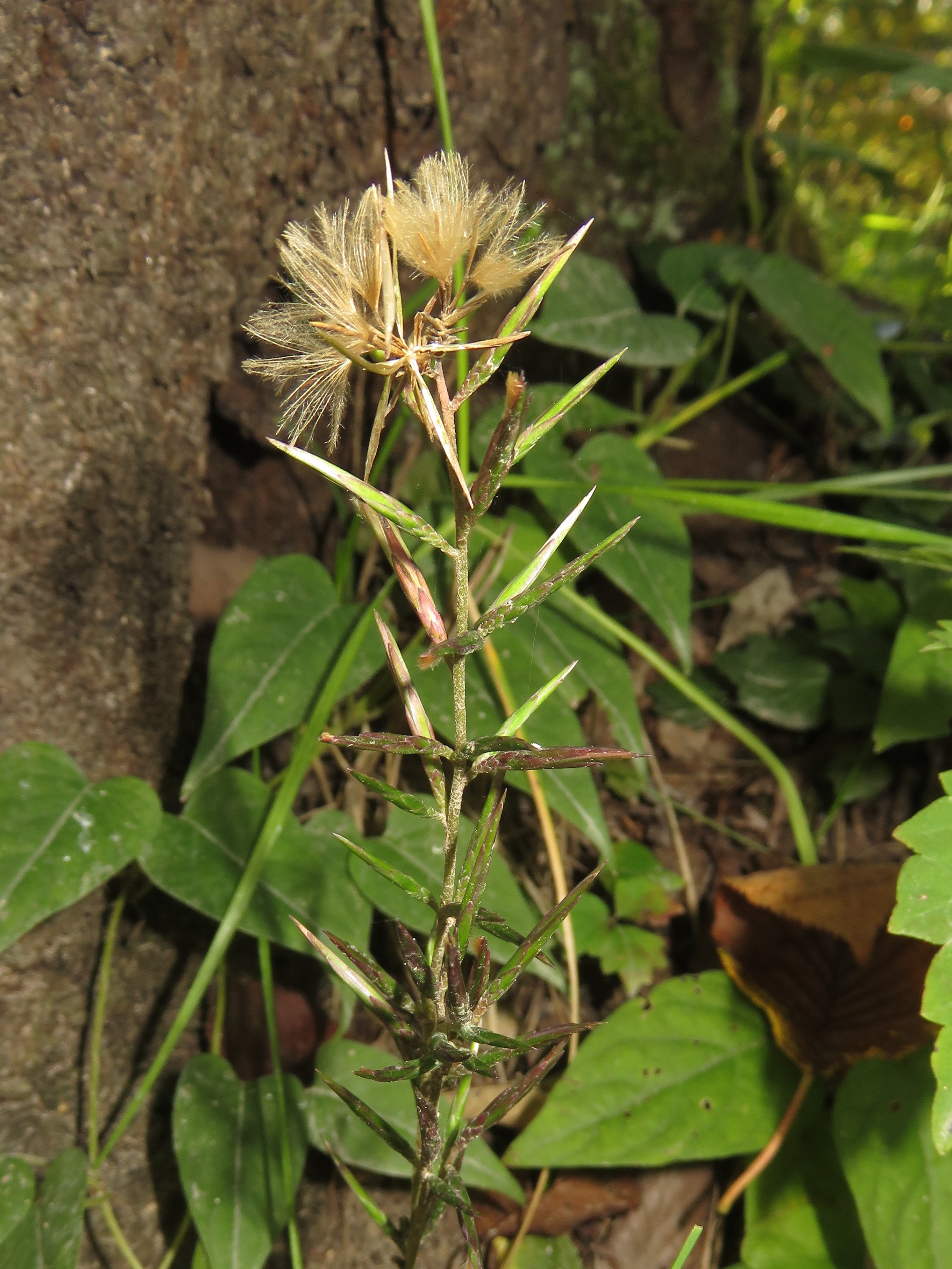
Il portamento
Ainsliaea apiculata

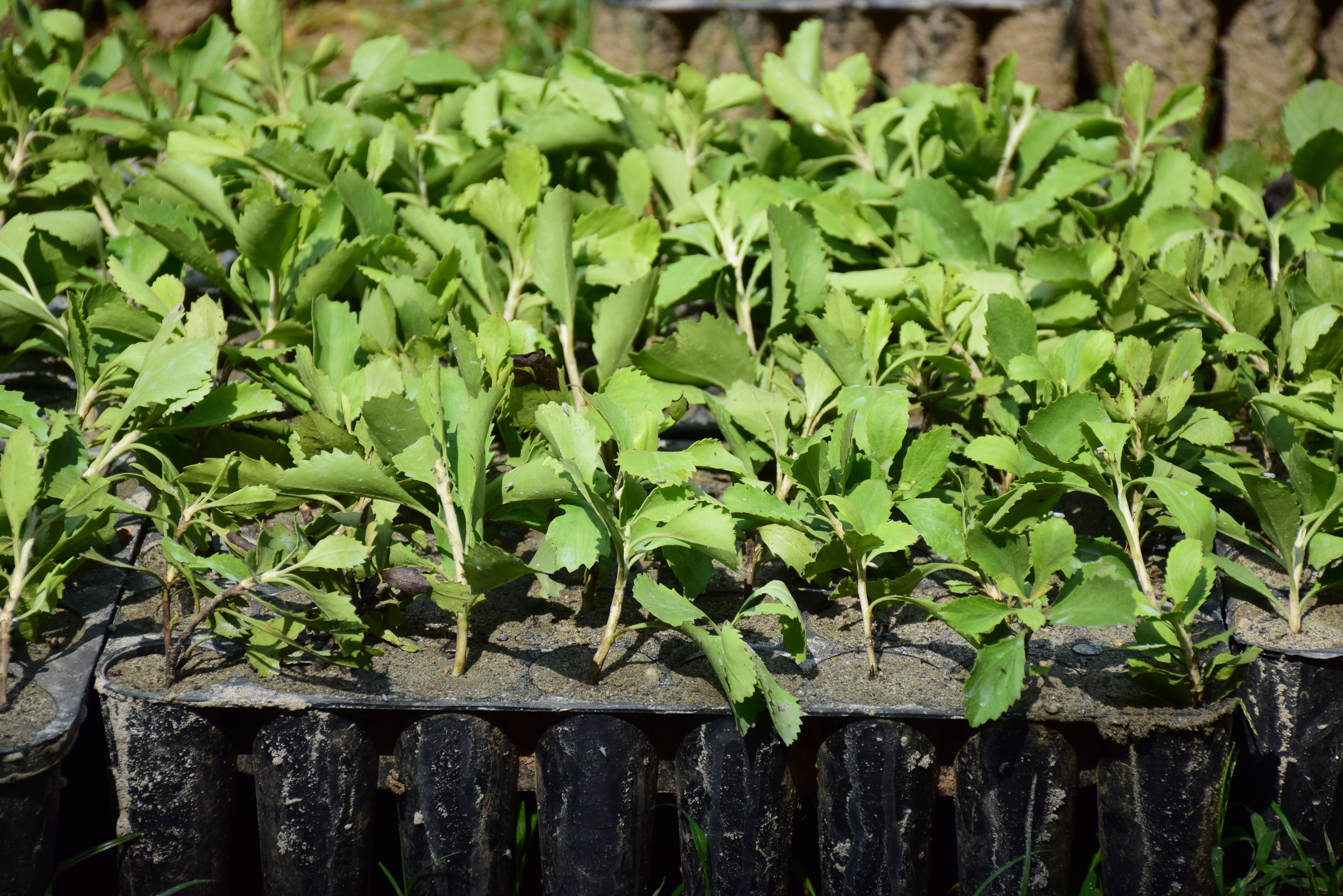
Le foglie
Catamixis baccharoides

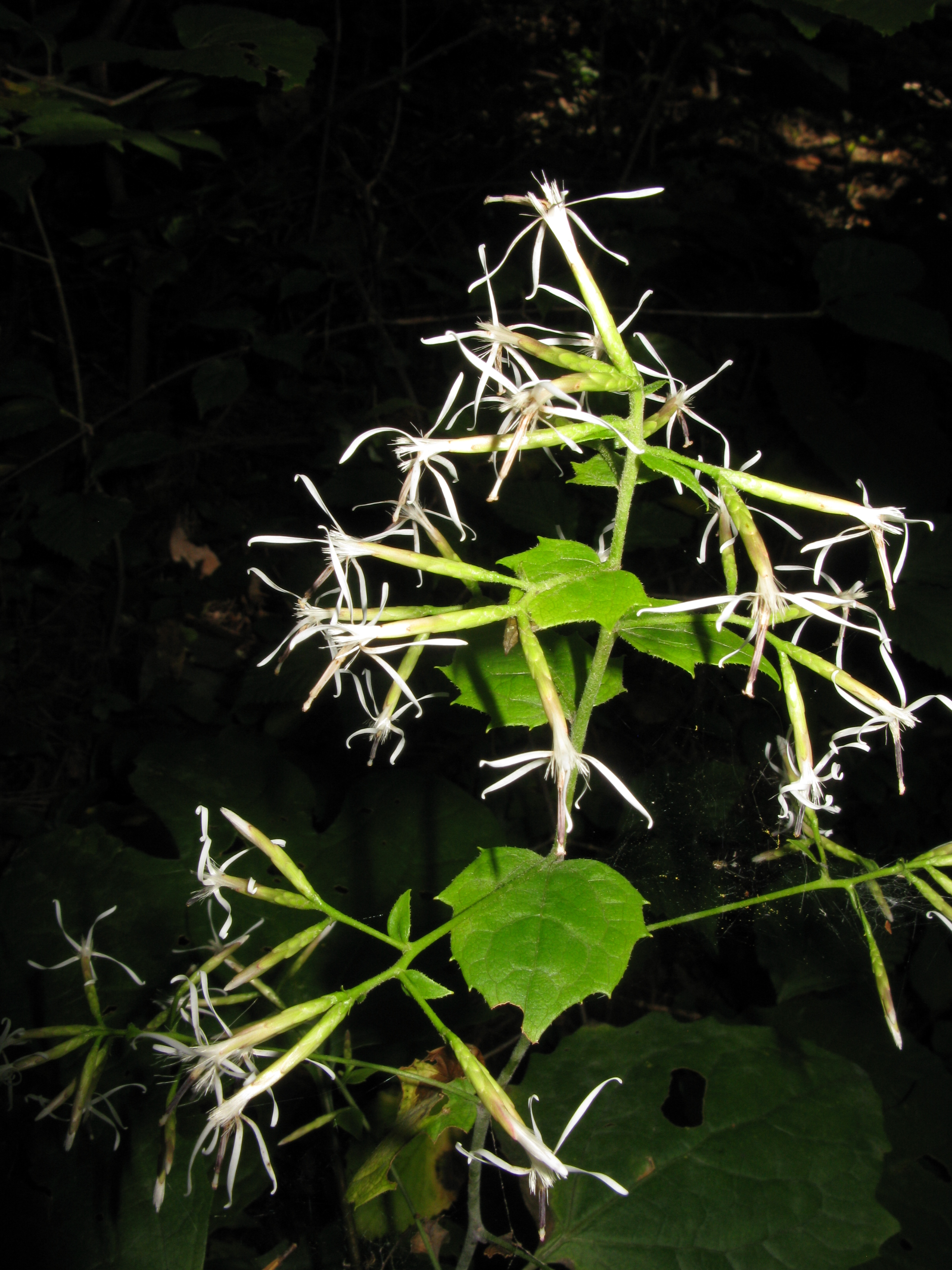
Infiorescenza
Pertya triloba

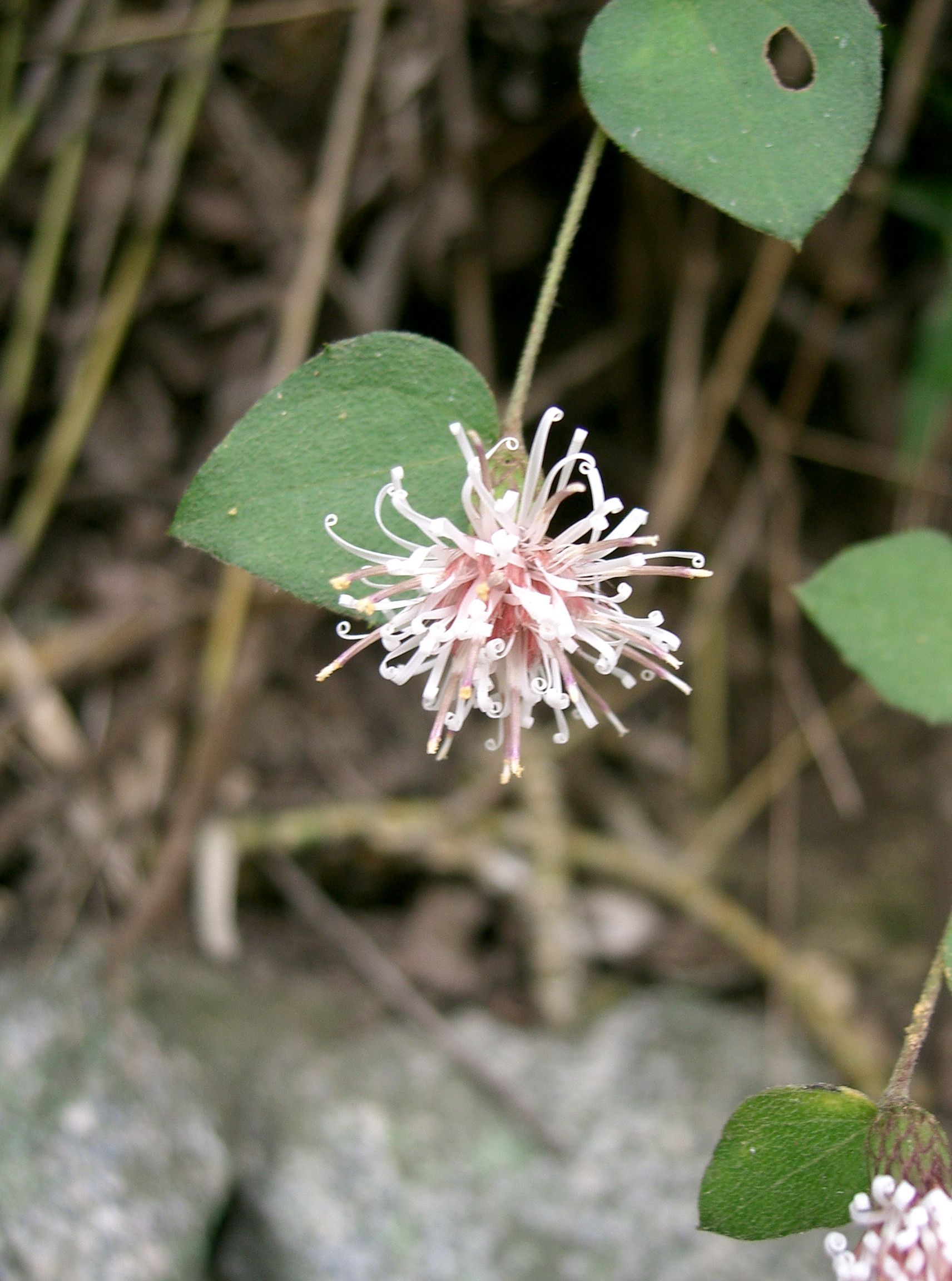
I fiori
Pertya scandens

Le specie di questa voce sono piante annuali o perenni con portamenti erbacei o arbustivi o (meno spesso) rampicanti. Raramente sono presenti specie dioiche oppure monoiche. I fusti possono essere semplici o ramificati.
Le foglie sono rosulate, raggruppate o cauline. Le foglie lungo il caule normalmente sono a disposizione alternata, picciolate o sessili. La forma delle lamine è varia: intera o divisa (lobata) con contorno da lanceolato a ovato e bordi che possono essere continui o dentati. Le venature sono palmate o pennate. Le stipole sono assenti.
Le infiorescenze sono composte da capolini terminali e solitari (a volte su rami brachiblasti) o raccolti in formazioni panicolate, spiciformi o racemose. I capolini, di tipo discoide e omogami, sono formati da un involucro a forma cilindrica, obconica o campanulata composto da brattee (o squame) all'interno delle quali un ricettacolo fa da base ai fiori. Le brattee disposte in 5 - 15 serie (raramente sono uniseriate) in modo embricato e scalato sono di vario tipo a consistenza fogliacea oppure membranosa o coriacea. Il ricettacolo, a forma piatta, glabro o villoso, in genere è nudo (privo di pagliette).
I fiori sono tetra-ciclici (ossia sono presenti 4 verticilli: calice – corolla – androceo – gineceo) e pentameri (ogni verticillo ha 5 elementi). I fiori, da 1 a 16, sono isomorfi (tutti uguali), actinomorfi (corolle tubulose) oppure zigomorfi (corolle pseudo-bilabiate con una profonda insenatura), ermafroditi e fertili. Raramente possono essere cleistogamici, o funzionalmente femminili o funzionalmente maschili.
- Formula fiorale:

*/x K {\displaystyle \infty }, [C (5), A (5)], G 2 (infero), achenio
- Calice: i sepali del calice sono ridotti ad una coroncina di squame.
- Corolla: la corolla è profondamente pentalobata oppure bilabiata; i colori in genere sono bianchi o rosa.
- Androceo: gli stami sono 5 con filamenti liberi, glabri o papillosi e distinti, mentre le antere sono saldate in un manicotto (o tubo) circondante lo stilo. Le antere in genere hanno una forma sagittata con base caudata, troncata o arrotondata o apicolata. Il polline normalmente è tricolporato a forma sferica o schiacciata ai poli.
- Gineceo: lo stilo è filiforme e bilobo; i due stigmi sono divergenti e corti con apici acuti, ottusi o arrotondati. L'ovario è infero uniloculare formato da 2 carpelli. L'ovulo è unico e anatropo.

I frutti sono degli acheni con pappo. La forma dell'achenio in genere è fusiforme (da oblunga a obovata) con coste oppure con 9 - 10 venature; la superficie è glabra o setolosa. Il pericarpo può essere di tipo parenchimatico, altrimenti è indurito (lignificato) radialmente. Il carpoforo (o capopodium - il ricettacolo alla base del gineceo) è anulare. Il pappo (raramente assente) è formato da 1, 2 o 3 serie di setole (barbate o subpiumose) o squame (o scaglie) decidue o persistenti, sono direttamente inseriti nel pericarpo o connati in un anello parenchimatico posto sulla parte apicale dell'achenio.

## Biologia
- Impollinazione: l'impollinazione avviene tramite insetti (impollinazione entomogama tramite farfalle diurne e notturne).
- Riproduzione: la fecondazione avviene fondamentalmente tramite l'impollinazione dei fiori (vedi sopra).
- Dispersione: i semi (gli acheni) cadendo a terra sono successivamente dispersi soprattutto da insetti tipo formiche (disseminazione mirmecoria). In questo tipo di piante avviene anche un altro tipo di dispersione: zoocoria. Infatti gli uncini delle brattee dell'involucro si agganciano ai peli degli animali di passaggio disperdendo così anche su lunghe distanze i semi della pianta.

## Distribuzione e habitat
L'areale della tribù Pertyeae si estende nella fascia temperata dell'Asia orientale e della regione dell'Himalaya. La maggior parte delle specie sono igrofite che crescono nel sottobosco delle foreste temperate.

## Tassonomia
La famiglia di appartenenza di questa voce (Asteraceae o Compositae, nomen conservandum) probabilmente originaria del Sud America, è la più numerosa del mondo vegetale, comprende oltre 23.000 specie distribuite su 1.535 generi, oppure 22.750 specie e 1.530 generi secondo altre fonti (una delle checklist più aggiornata elenca fino a 1.679 generi). La famiglia attualmente (2021) è divisa in 16 sottofamiglie.

### Filogenesi
La posizione della sottofamiglia Pertyoideae, nell'ambito delle Asteraceae, è abbastanza centrale: tra le sottofamiglie Hecastocleidoideae e Tarconanthoideae; ed è caratterizzata da erbe aromatiche, peli conici e multicellulari, corolle non chiaramente bilabiate (irregolarmente divise), polline tricolpato con spine solide, stigmi abbastanza corti e pelosi nella parte abassiale e pappo spesso uniseriato.
In precedenti trattazioni le specie di questo gruppo erano inquadrate all'interno della tribù Mutisieae (sottotribù Gochnatiinae e Mutisiinae).
Il periodo di separazione della sottofamiglia varia da 38 a 2 milioni di anni fa.
Il numero cromosomico delle specie delle Pertyeae varia da 2n= 24 a 2n=30.

### Elenco generi
La tribù comprende 4 generi e 80 specie:
- Ainsliaea DC., 1838 (51 spp.) - Distribuzione: Giappone, Cina, India e Asia del sud-est
- Catamixis Thompson, 1865 (1 sp. - C. baccharoides T.Thompson) - Distribuzione: India e Himalaya
- Myripnois Bunge, 1833 (1 sp. - M. dioica Bunge - Distribuzione: Cina e Mongolia
- Pertya Sch.Bip., 1862 (27 spp.) - Distribuzione: dall'Afghanistan al Giappone

Due generi, in precedenza elencati in questa tribù, in base a recenti studi, sono risultati dei sinonimi:
- Diaspananthus Miq., 1866 è un sinonimo di Ainsliaea.[13]
- Macroclinidium Maxim., 1871 è un sinonimo di Pertya.[14]